# Associação Atlética de Altos
L'Associação Atlética de Altos, meglio noto come Altos, è una società calcistica brasiliana con sede nella città di Altos, nello stato del Piauí.

## Storia
Il club è stato fondato nel 2013 e nel 2015 è diventato un club professionistico. Nel primo anno come club professionistico, ha vinto il Campeonato Piauiense Segunda Divisão, dopo aver sconfitto il Picos in finale, venendo promosso per la prima volta nella massima divisione statale. Nella stagione 2016, il club ha raggiunto la finale del Campionato Piauiense, perdendo la finale per il titolo contro il River, ma tuttavia si è qualificato per il Campeonato Brasileiro Série D dello stesso anno. Nel 2017, l'Altos ha vinto per la prima volta il Campionato Piauiense, dopo aver vinto la Taça Cidade de Teresina, ovvero la seconda fase del campionato, ha affrontato il vincitore della Taça Estado Do Piauí, ovvero la prima fase del campionato, il Parnahyba. Nella fase finale del campionato, dopo aver vinto 0-3 in trasferta all'andata, ha pareggiato 2-2 in casa al ritorno.

## Palmarès

### Competizioni statali
- Campionato Piauiense: 4

2017, 2018, 2021, 2024
- Campeonato Piauiense Segunda Divisão: 1

2015

### Altri piazzamenti
- Campeonato Brasileiro Série D:

Promozione: 2020